# مسجد البرديني
مسجد البردينى يقع هذا المسجد بالداودية قريبا من جامع الملكة صفية ، أنشأه كريم الدين البردينى سنة 1025 هجرية ~ 1616م. وهو مبنى بالحجر وله وجهتان الغربية منهما تتكون من المدخل المقامة على يمينه المنارة المنشأة سنة 1038 هجرية ~ 1629م .

## وصفه
بالرغم من أن هذا المسجد أنشئ في العصر العثمانى إلا أنه احتفظ بالطابع المملوكي، فمنارته مملوكية الطراز حافلة بالزخارف والكتابات كما تجمعت في تفاصيله الزخرفية الداخلية عناصر طراز دولة المماليك الجراكسة، وهو على صغره قد حوى من بدائع الفن الشئ الكثير فمحرابه المكسو بالرخام الملون الجميل ووزرته الرخامية التي تكسو جدرانه وما يعلوها من شبابيك جصية محلاة بالزجاج الملون جميعها تنطق بالتناسق والدقة والإبداع، أما سقفه الخشبى فيعتبر بنقوشه المذهبة من أجمل أسقف المساجد الأثرية وأروعها، هذا وتتمثل في منبره الصغير وفي درابزين دكة المبلغ دقة صناعة النجارة.
والمسجد لا يعدو أن يكون قاعة مستطيلة 10 في 6.70 متر عدا دخلتين أحدهما بالجانب البحرى والثانية في مؤخرة المسجد وتكسو جدرانه بارتفاع ثلاثة أمتار من الجانبين وبكامل ارتفاع جدار القبلة ووزرة من الرخام المختلف الألوان يعلوها شبابيك من الجص المفرغ بأشكال زخرفية دقيقة محلاة بالزجاج الملون وبصدر جدار القبلة محراب رخامى دقيق وإلى جانبه منبر خشبى يعتبر من أصغر المنابر وأدقها صنعا إذ تحصر تقاسيمه الهندسية حشوات مطعمة بالسن والصدف والزرنشان تتخللها قطع من الباغة الملصوق خلفها ورق من الذهب وقد جدد هذا المنبر في سنة 1307 هجرية ّ 1889/ 1890م.
وفي مؤخرة المسجد تقوم دكة المبلغ محمولة على عمود من الرخام ولها درابزين من القشر البلدى والخرط المنوع الأشكال.
أما السقف فمقسم إلى مربوعات وطبال زينت بنقوش مذهبة جميلة ويحيط بدائره إزار مكتوب به آيات قرآنية واسم المنشئ وتاريخ الإنشاء.

## وصلات خارجية
- آثار القاهرة الإسلامية - مسجد البرديني